# Thecla bertha
Thecla bertha är en fjärilsart som beskrevs av Jones 1912. Thecla bertha ingår i släktet Thecla och familjen juvelvingar. Inga underarter finns listade i Catalogue of Life.